# La Maison de la mémoire
La Maison de la mémoire est un film belge (tourné en 35 mm) réalisé en 1984 par Samy Pavel, d'après la conjonction de deux roman : L'avenir est un crime du passé d'Amine Rahal Touati (1951-1986) et La Maison de la mort certaine d'Albert Cossery (1913-2008).

## Synopsis
Rahal se souvient. Il se rappelle son village au milieu des sables, la maison croulante qui abrite tant bien que mal sa mère, ses deux frères, sa sœur et sa grand-mère. Il y a aussi le père, parti depuis longtemps travailler en Europe et qui ne fait que de brèves apparitions. Ce père qui incarne pour Rahal le rêve inaccessible d'une vie autre et lointaine !
Ce film raconte les démêlés d'une communauté montagnarde en butte aux agissements sordides d'un propriétaire sans scrupule, à l'augmentation du loyer, aux murs d'une maison qui à tout moment menace de s'écrouler.

## Commentaire
Ce film de cinéma belge a pour particularité de ne pas avoir de générique.
Les images, très belles, l'action délibérément retenue (laissant place à la réflexion intérieure) plongent le spectateur dans le parcours vécu par l'écrivain Rahal Amin Touati, qui a écrit un ouvrage autobiographique dessinant la dure condition de l'enfance qu'il eut dans une maison sombrant peu à peu dans le néant, dans un village d'année en année plus déserté.

## Distribution
Karim, Mohammed Bakri, Faouzia El Alaoui, Nadia Guelil.